# He Zhen (anarquista)
He Zhen  (en chino: 何震, ca. 1884 – ca. 1920) fue una escritora anarquista y feminista china. En Tokio adoptó el nombre de He Zhen ("tronido") pero publicó sus escritos bajo el pseudónimo He-Yin Zhen (何殷震) para incluir el nombre de soltera de su madre.  Publicó críticas en revistas anarquistas argumentado que la sociedad no podría ser libre sin la libración de las mujeres y del derrocamiento del Estado.

## Biografía
He Zhen nació en el seno de una próspera familia Jiangsu y tuvo una educación buena en los clásicos de Confucio a pesar de ser mujer. En 1903 He Zhen se casó con Liu Shipei, y pronto ella y Liu se mudaron a Shanghái, donde  continuó su educación en la Escuela de las Mujeres Patrióticas de Cai Yuanpei. Ella y Liu se mudaron a Tokio en 1904.  Fue pilar del grupo anarquista chino en Tokio y una colaborador importante de la revista Tianyee (Justicia Natural), la cual publicó durante 1907-1908. También participó en la revista de París, Xin Shiji (Siglo Nuevo o Era Nueva), editado por el grupo anarquista dirigido por Li Shizeng y Wu Zhihui. Ella y su marido escribieron bajo varios seudónimos, y muchos de los artículos de Zhen fueron incorrectamente atribuidos a Liu. He Zhen también fundó la Asociación de Recuperación de los Derechos de las Mujeres (Nüzi Fuquan Hui), el cual llamaba al uso de la fuerza para acabar con la opresión masculina, así como a la resistencia a la clase gobernante y capitalista, al mismo tiempo que promovía valores tradicionales como la perseverancia y el respeto a la comunidad.
En 1909, después de una riña con el académico conservador y anti-Manchu: Zhang Taiyan, ella y Liu regresaron a China para trabajar con el gobierno de Manchú. Después de la Revolución de xinhai, Liu trabajó con el gobierno nuevo, y después se volvió académico de la Universidad de Pekín.
La muerte de He Zhen sigue siendo un misterio. Después de la muerte Liu por tuberculosis en 1919,  se rumoraba que se convirtió en una monja budista ordenada bajo el nombre Xiao Qi. Sin embargo,  también hay versiones que proponen la hipótesis de que Zhen sufrió enfermedades mentales.

## Escritos
En su escrito "Lo que las mujeres deberían saber sobre el comunismo", hace un llamado a que las mujeres reconozcan que su sufrimiento proviene de no tener control sobre los medios de producción y su dependencia de otros para comer; argumenta que mientras se dependa de alguien para vivir, no se puede ser libre y de las injusticias inherentes a la adquisición de bienes mediante el dinero. Para He Zhen, es el dinero el que mantiene el control de los ricos, y el comunismo es la solución: en lugar de propiedad privada, bienes comunes.
Su ensayo "Sobre la cuestión de la liberación femenina," el cual apareció en la revista Tianyi en 1907, empieza declarando que "por miles de años, el mundo ha sido dominado por las reglas del hombre. Estas regla están marcada por distinciones de clase en la que los hombres—y los hombres sólo—ejercen derechos propietarios. Para rectificar las injusticias, primero tenemos que abolir la regla de hombres e introducir igualdad entre seres humanos, esto significa que el mundo tiene que pertenecer igualmente a hombres y mujeres. El objetivo de la igualdad no puede ser conseguido si no es a través de la liberación femenina."
"Sobre la cuestión del trabajo de la mujer," también publicado en Tianyi en julio de 1907, rastrea la explotación del trabajo de las mujeres en el tiempo empezando con el "sistema de fuente-campo (井田制度)" de China antigua. También se detiene a denunciar la tragedia de la prostitución, el infanticidio femenino, y concubinage de sus tiempos. En "Antimilitarismo Feminista" y "El Manifiesto Feminista" también se pueden leer poderosas acusaciones contra el poder social del hombre.